# Sapromyza duodecimvittata
Sapromyza duodecimvittata är en tvåvingeart som först beskrevs av Frey 1918.  Sapromyza duodecimvittata ingår i släktet Sapromyza och familjen lövflugor. Inga underarter finns listade i Catalogue of Life.